# Ormetica neira
Ormetica neira là một loài bướm đêm thuộc phân họ Arctiinae, họ Erebidae.